# Stemma di Ascoli Piceno
Lo stemma della città di Ascoli Piceno è costituito da uno scudo sul cui sfondo rosso è posta la rappresentazione di una costruzione turrita.

## Blasonatura
La blasonatura dello stemma e la descrizione del gonfalone civico si leggono all'art. 2 del Titolo I del vigente Statuto del Comune di Ascoli Piceno, come di seguito riportato.
L'araldica dello stemma:
La descrizione del gonfalone civico:
I due emblemi vennero ufficialmente riconosciuti con decreto del capo del governo del 10 dicembre 1935. Il gonfalone comunale, conservato presso la Sala della Ragione o Sala del Consiglio all'interno del palazzo dei Capitani del Popolo, mostra alla sommità dell'asta un picchio simbolo del popolo dei Piceni.
Il vessillo è decorato con una medaglia d'oro al valor militare conferita alla città per i sacrifici della popolazione e per la sua attività nella lotta partigiana durante la seconda guerra mondiale.

## Storia

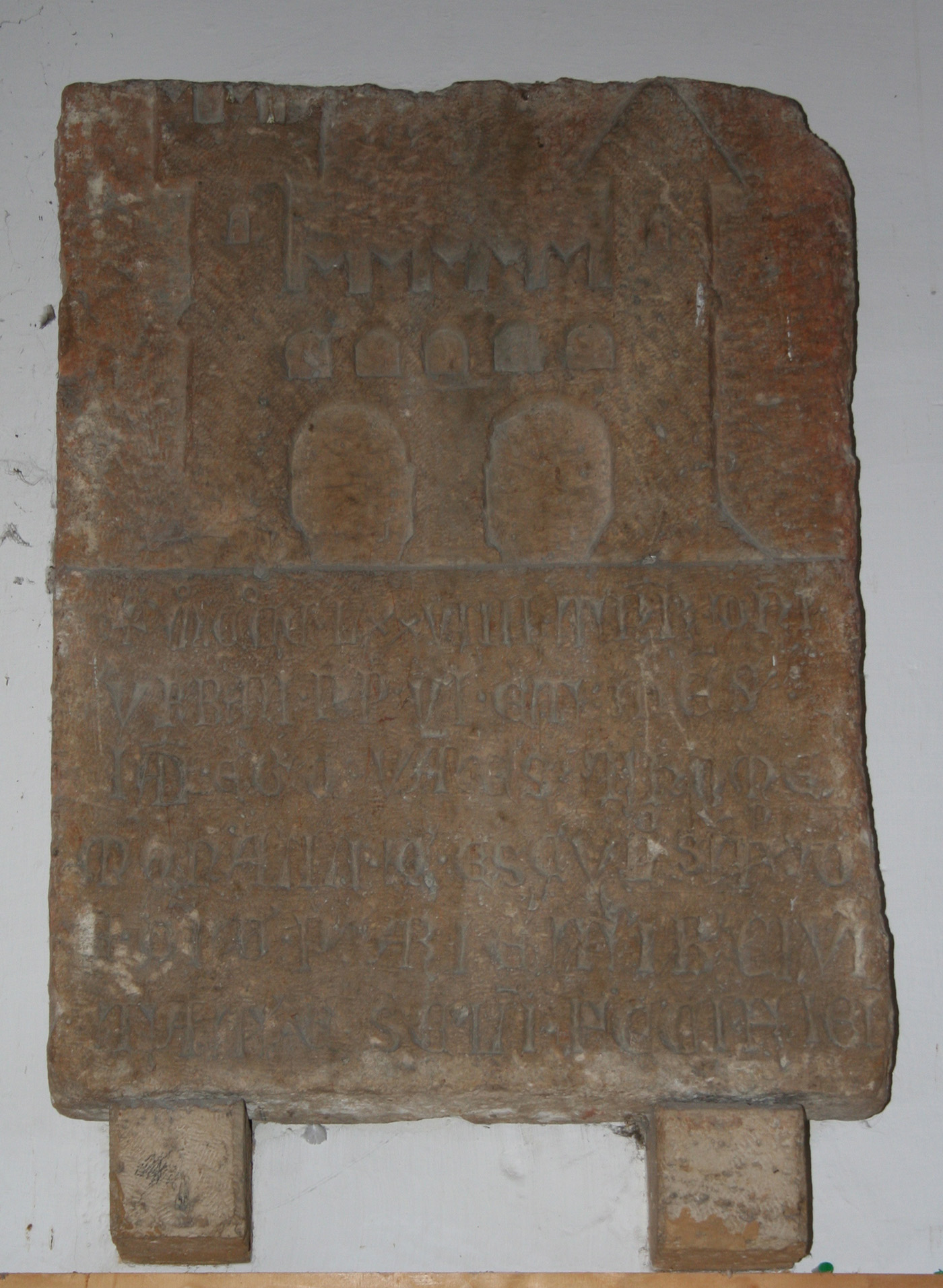
Stemma risalente al 1379

La città di Ascoli assunse lo stemma che tuttora la identifica non prima dell'XI secolo, la sua rappresentazione oltre a comparire su carte e documenti ufficiali dell'amministrazione comunale, è presente e diffusa sulle mura di architetture e di storici edifici cittadini.
La raffigurazione più antica è individuata dagli autori Antonio Rodilossi ed Antonio De Santis in quella risalente all'anno 1379, ora custodita presso il municipio locale con sede a palazzo dell'Arengo. La lapide in pietra mostra nella parte superiore la composizione turrita e nella porzione inferiore una lunga iscrizione.

### Lo stemma datato 1382

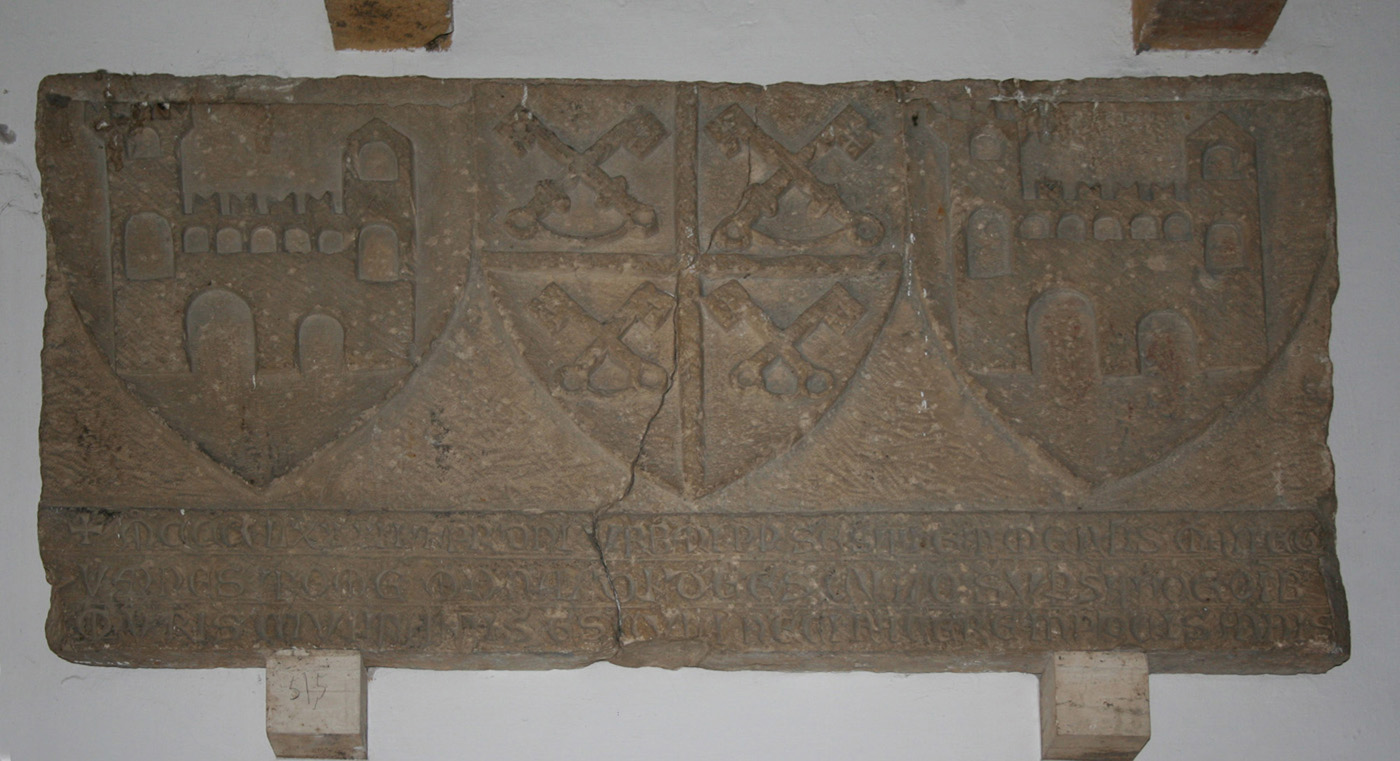
Stemma della città di Ascoli del 1382

La riproduzione dello stemma ascolano del 1382 è attualmente esposta presso la sede comunale di piazza Arringo.
La lapide un tempo si trovava incassata nelle mura di Porta Torricella, detta anche Porta Tornasacco, antico varco d'ingresso della città, oggi murato, ma ancora riconoscibile nel muro di sostegno del Lungo Castellano Sisto V. L'ingresso si trovava all'inizio del ponte omonimo che collegava la città con la sponda sinistra del Castellano. La struttura fu distrutta durante il sacco di Ascoli del maggio 1242 compiuto da Federico II. In seguito, forse ricostruita o riadattata, era utilizzata anche nel 1377, anno della redazione degli Statuti Ascolani, e nei tempi successivi.
Lo stemma è stato scalpellato nel bassorilievo di una lapide rettangolare alla cui base l'iscrizione, redatta in caratteri gotici, ricorda il pontificato di papa Urbano VI e la data 1382: «MCCCLXXXII TPR URBANI PP SESTI ET MENSIS MAII EG VANNES TOME MONALDI DE ESCULO SUSPST DE OIB MURIS CIVITATIS ESCULI FECI FACERE IN POCIS ANNIS».
Questo ordine di composizione, come riportano Antonio De Santis e Giuseppe Marinelli, fu eseguito in ottemperanza alle disposizioni che il cardinale Egidio Albornoz dette nell'anno 1357 per indicare lo stato di soggezione delle città della Marca, quindi anche di Ascoli, alla Chiesa di Roma.
Nelle Costituzioni egidiane, come scrive De Santis, era previsto che: «entro un mese dall'aprile del 1357 sulle porte, sugli edifici pubblici, sulle rocche e sulle fortezze, si dovessero scolpire su pietra, o dipingere con congrui e consistenti colori, in modo da essere viste da tutti i passanti, le insegne della Chiesa che mostravano le chiavi che Cristo dette all'apostolo Pietro, e l'insegna del Papa Innocenzo VI; e, in avvenire quella del suo successore (…), entro sei mesi dalla sua elezione.»
Lo stemma, inoltre, doveva essere collocato sopra qualunque altra insegna presente. Le comunità cittadine, continua De Santis, e le altre interessate che non si fossero adeguate avrebbero «pagato una sanzione di 300 fiorini d'oro, oltre l'interdetto alle città e la scomunica ai loro rettori». Allo stesso allineamento degli scudi dovevano essere conformati anche i sigilli delle città con l'obbligo di essere apposti sempre al di sopra di qualunque altro stemma e sui plichi delle corrispondenze. Qualora non fossero state osservate queste disposizioni gli atti emanati erano da ritenersi nulli.

### Gli stemmi di Porta Solestà

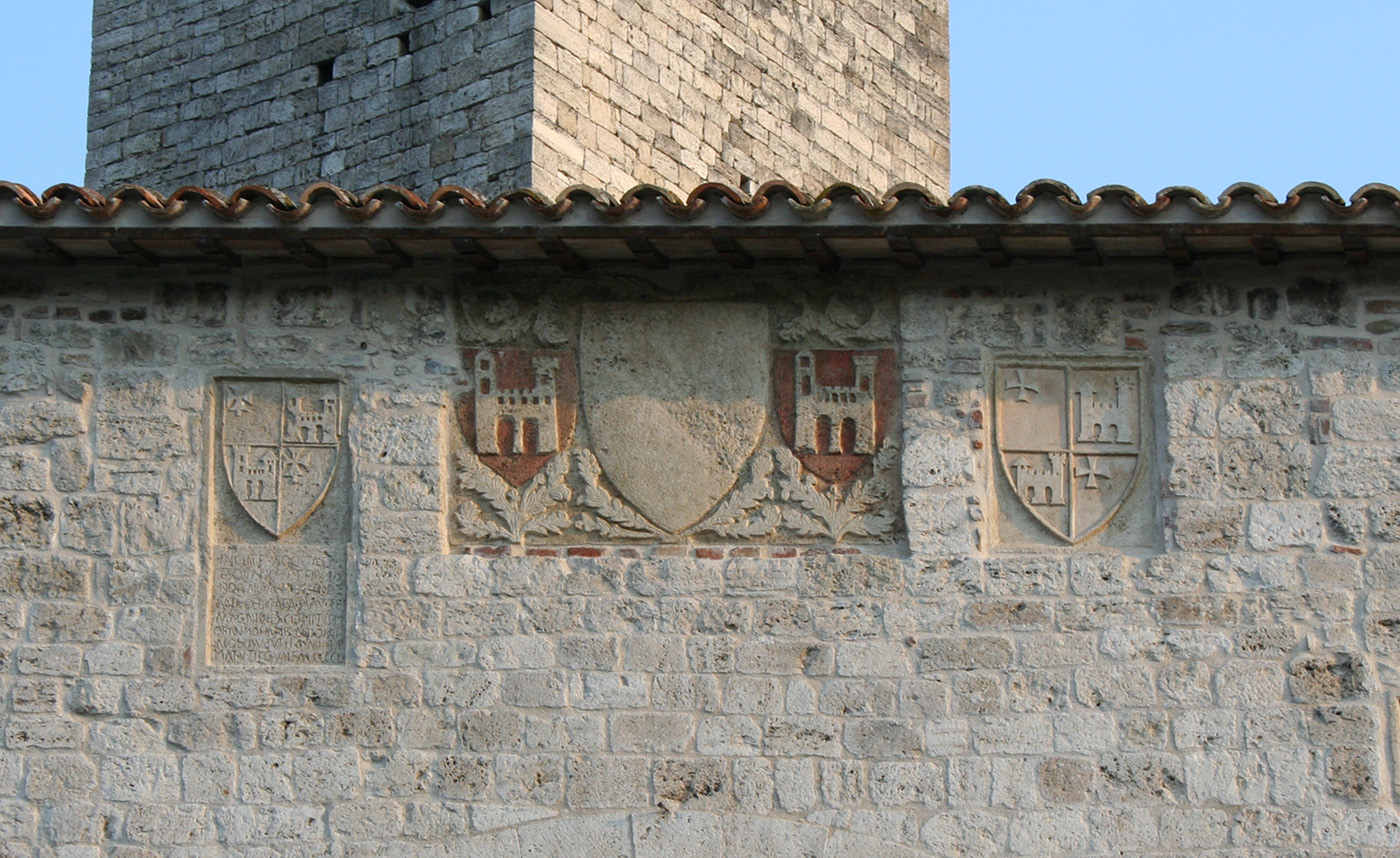
Stemmi della città di Ascoli sul muro di Porta Solestà

Un'immagine dello stemma che, secondo l'ipotesi di Giuseppe Avarucci, riportata nel testo di Antonio Rodilossi, potrebbe essere anteriore quelle degli anni 1379 e 1382 è immurata all'interno della lapide senza iscrizione, risalente alla prima metà del XIII secolo, incassata al centro della parete sopra l'arco del fornice di porta Solestà.
Sul blocco di pietra compaiono allineati tre scudi contornati da foglie di quercia, quello centrale potrebbe appartenere a Fidesmilio da Mogliano, podestà di Ascoli che, nell'anno 1230, ordinò la costruzione della porta. I due stemmi su fondo rosso, posti ai lati del centrale, mostrano la composizione architettonica dello stemma ascolano. L'Avarucci li cita come tali scrivendo: «Lo stemma è sicuramente quello del Comune di Ascoli Piceno. E, se l'ipotesi della contemporaneità con l'iscrizione (1230) è esatta non vi è dubbio che esso sia il più antico stemma del Comune.» riferendosi all'iscrizione latina, scritta in caratteri gotici, incisa sul blocco di pietra, posto sulla destra, che così recita: «Anni transactis ter denis mille ducentis / hanc fieri mandat Fildesmili iussio portam / qui preerat urbi quam circuit undiq(ue) flumen / hanc deus illustret qui super astra manet» «Nell'anno 1230 Fildesmilio, che presiedeva la città che d'ogni parte il fiume circonda, ordinò si edificasse questa porta. Dio, che è sopra gli astri, la renda gloriosa.»
Sul blocco di travertino a sinistra della lapide centrale della stessa porta, aggiunto nell'anno 1450, appaiono racchiusi nello stesso scudo gli stemmi di Ascoli e Fermo, accostamento creato a suggello della pace raggiunta tra le due città con la mediazione di san Giacomo della Marca. L'iscrizione presente sotto la composizione: «Inclitae societati asculanorum arma haec sempiterna / et firmanorum arma haec sempiterna dicata sunt MCCCCL.» ormai quasi non più leggibile per la corrosione del tempo, conferma la data 1450.

## Lettura della simbologia dello stemma
Gli autori locali, nell'analisi interpretativa, hanno elaborato diverse teorie riferibili al significato della composizione architettonica.
Sebastiano Andreantonelli, nel descrivere la facciata della cattedrale ascolana, dedicata a sant'Emidio, ne accostò la similarità delle forme a quelle dello stemma cittadino, evidenziando la particolare simmetria che avrebbero avuto i due corpi di fabbrica qualora il campanile del lato sinistro del duomo fosse stato rialzato, dopo il crollo, alla stessa altezza di quello del lato destro. Nel testo si legge: «Asculanae verbis insigna, Cassarum nempe vocant», all'epoca lo stemma era «detto volgarmente il Cassero». Nella sua analisi ricordò anche che i Picenti, prima dell'era cristiana, come confermato nei Fragmenta firmana, usavano riprodurre su vessilli e monete come simbolo il picchio, mentre, durante l'era cristiana gli ascolani utilizzarono l'immagine del cassero. Lo storico considerò che il cassero poteva essere lo stesso riportato sulle loro monete, inteso come emblema di Ascoli quale città inespugnabile, costruita come una fortezza. Strabone, infatti, la definì come un «luogo munitissimo che nessun esercito può penetrare». Allo stemma si aggiunse la presenza di due serpi che si affrontano cercando di mordersi. Queste furono considerate dall'Andreantonelli oggetto di varie interpretazioni; infatti lo storico indicò un possibile riferimento al dio Esculapio da cui, come sostiene Panfilo, sarebbe derivato il nome alla città; le due figure potevano esprimere il significato di discordie civili, oppure potevano indicare Ascoli come la metropoli dei Marsi, o ancora la prudenza degli ascolani.
Il fermano Giambattista Carducci identifica nella struttura la sintesi della simbologia delle costruzioni ascolane più caratteristiche: le torri gentilizie, le stesse che valsero alla città il soprannome di Asculum Turrita, scrivendo: «…e di torri si formò lo Stemma del Comune».
Altri, come il Fioravanti, hanno dedotto dall'accostamento di questi elementi architettonici il riferimento ad una delle porte cittadine che si aprivano nelle mura di cinta urbane. 
Francesco Antonio Marcucci v'intese un'analogia con una rocca o un fortino e descrisse ulteriormente altri particolari della composizione riportati su alcune rappresentazioni dello stemma. Si soffermò sul nastro svolazzante posto sopra il teschio di cavallo, simbolo araldico del valore, da cui fuoriescono due serpi, simbolo della prudenza, dove è riportato il motto «VTRVMQVE NOBIS» «L'una e l'altra cosa sono con noi», che vuol significare che il valore e la prudenza appartengono entrambe agli ascolani.
Ludovico Antonio Muratori, ebbe incertezze nel definire il prospetto come appartenente ad una porta o ad un ponte o a qualche edificio turrito. Altri autori vi riconobbero l'antico cassero che sorgeva dove oggi sono presenti i resti della Fortezza Pia.
Giuseppe De Minicis affrontò l'interpretazione dello stemma nell'esame del conio di alcune monete del Reggimento dei Carraresi, che lo riportarono impresso per la prima volta nella storia numismatica ascolana. L'autore escluse che la composizione architettonica potesse riferirsi ad una torre, ad una porta della città o ad una rocca, in quanto, quest'ultima, avrebbe avuto un ingresso poco difendibile. Considerò anche che ognuna di queste fabbriche sarebbe stata adatta a rappresentare anche altre città fortificate e concluse che Ascoli scelse per emblema un ponte, struttura che nella città era largamente impiegata per garantire la comoda continuità delle vie di comunicazione ed utile per attraversare i corsi d'acqua che solcano il centro urbano. L'autore sostenne che le due torri ne erano le teste, sebbene erette con forme architettoniche diverse, una più alta e merlata e l'altra conclusa dalla copertura a tetto, con cupolino a punta. I due archi sottostanti, composti dalle tre pile, formavano il corpo del ponte sormontato da un parapetto merlato, aperto da archetti, considerati spazi idonei a far scorrere più agevolmente l'acqua della piena di un fiume.
Lo stemma ascolano si completa spesso con una corona turrita da città che sovrasta lo scudo.

## Rappresentazioni dello stemma

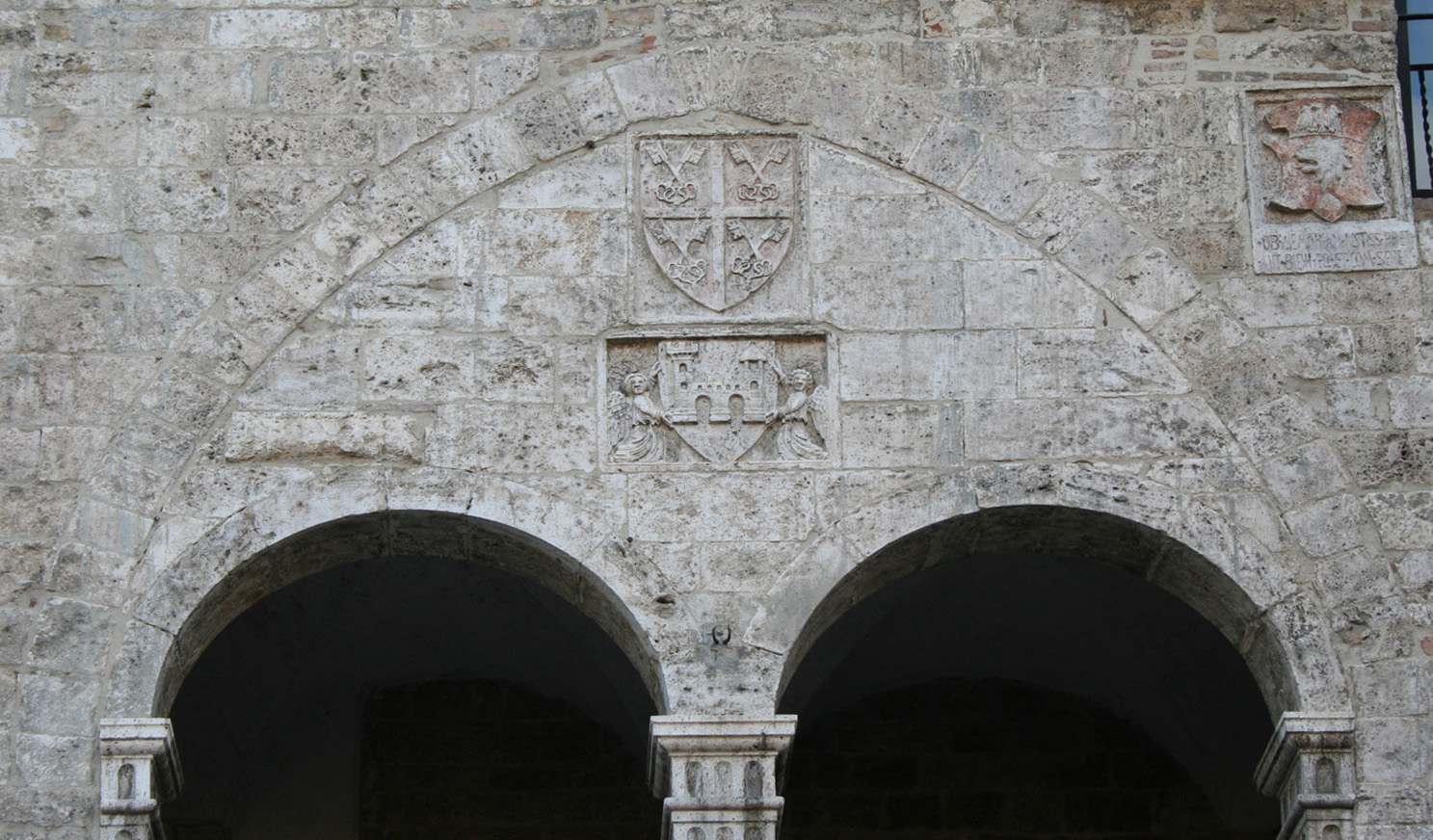
Stemma di Ascoli posto sulla facciata di palazzo dei Capitani del Popolo
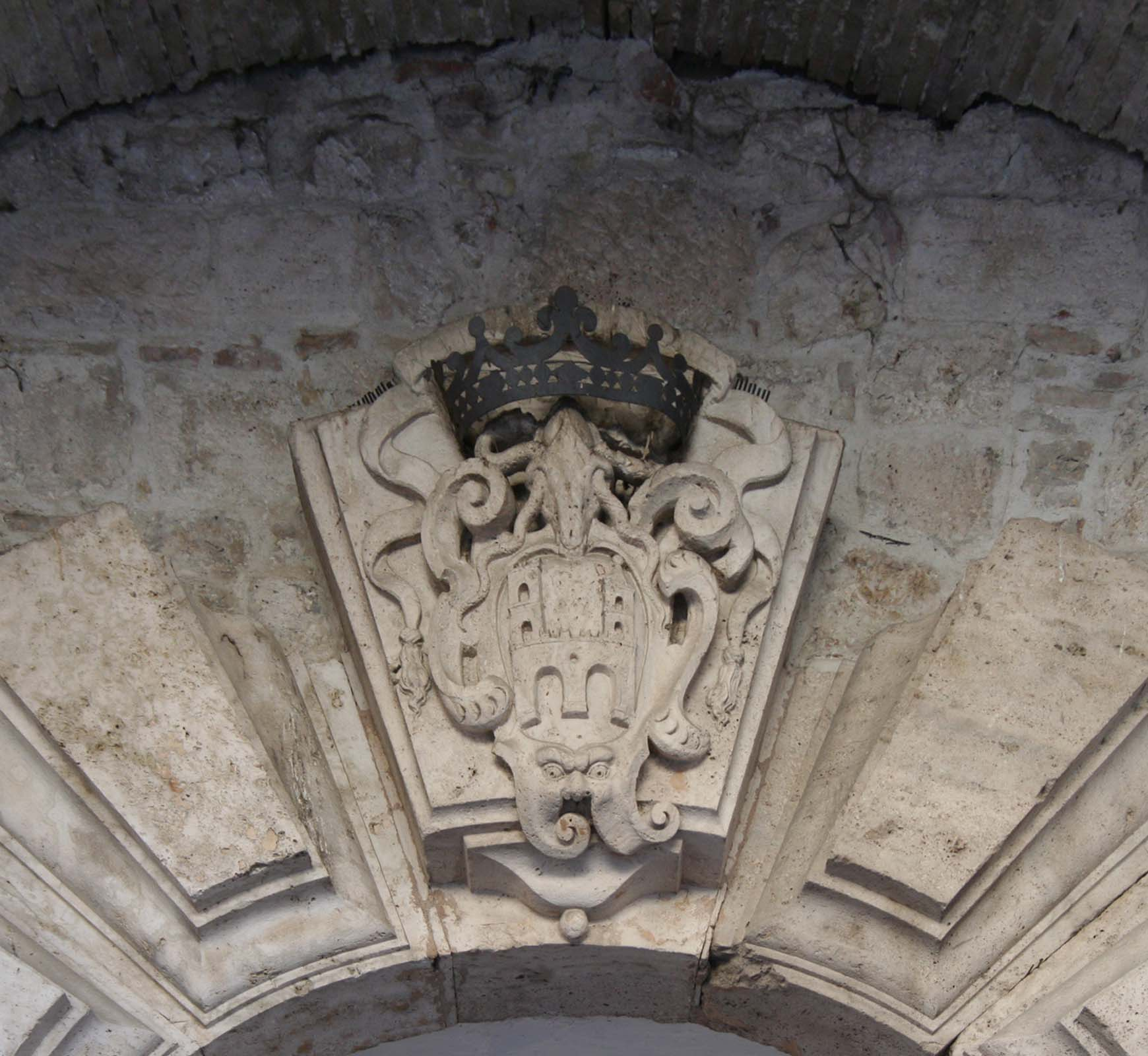
Stemma cittadino sulla chiave di volta del portale d'ingresso del Palazzo dell'Arengo
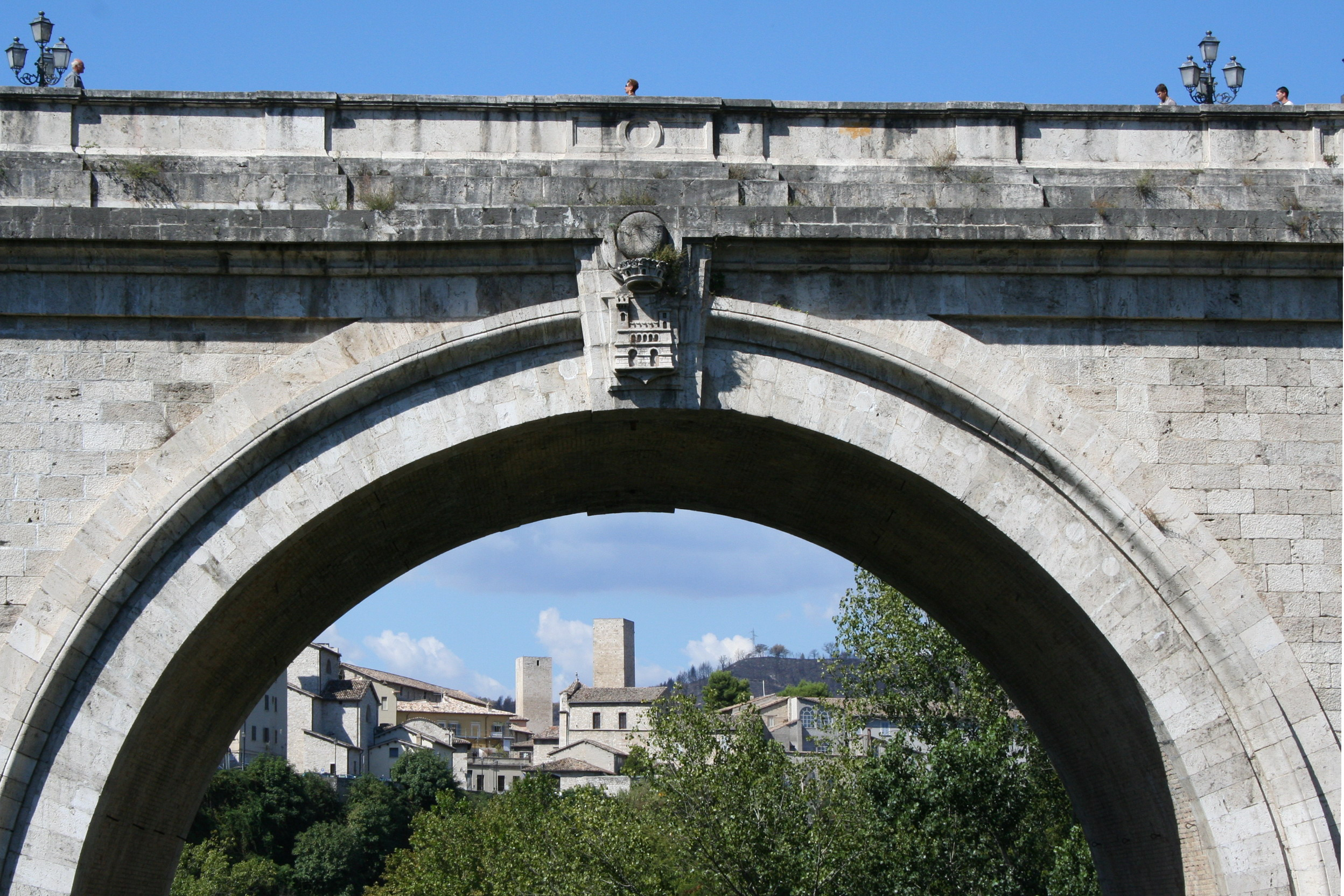
Ponte Nuovo, stemma di Ascoli sul fornice centrale del ponte
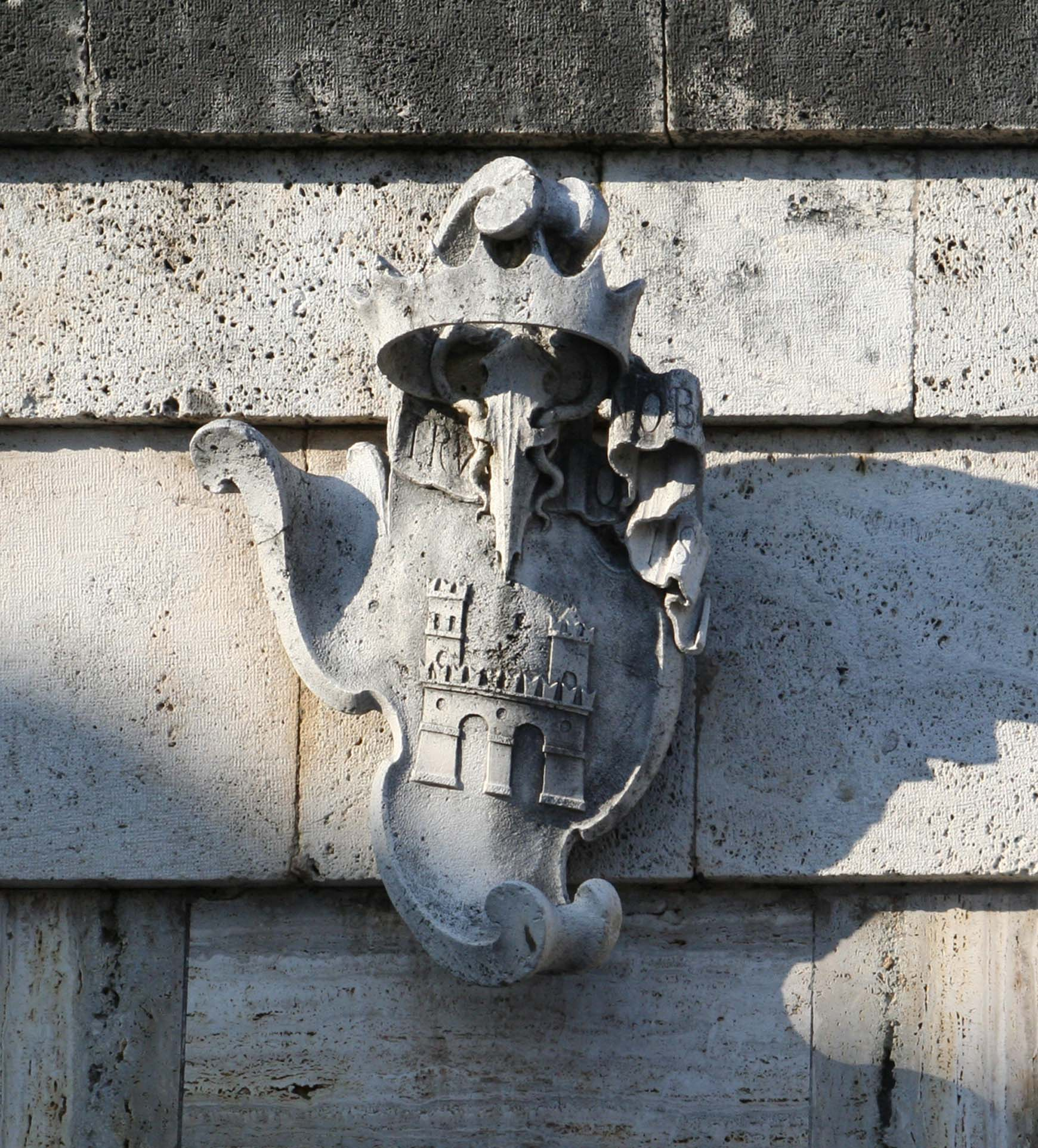
Stemma della città presso la fonte di porta Cartara
Disegno dello stemma come in uso dal comune